# Pilóta nélküli harci repülőgép

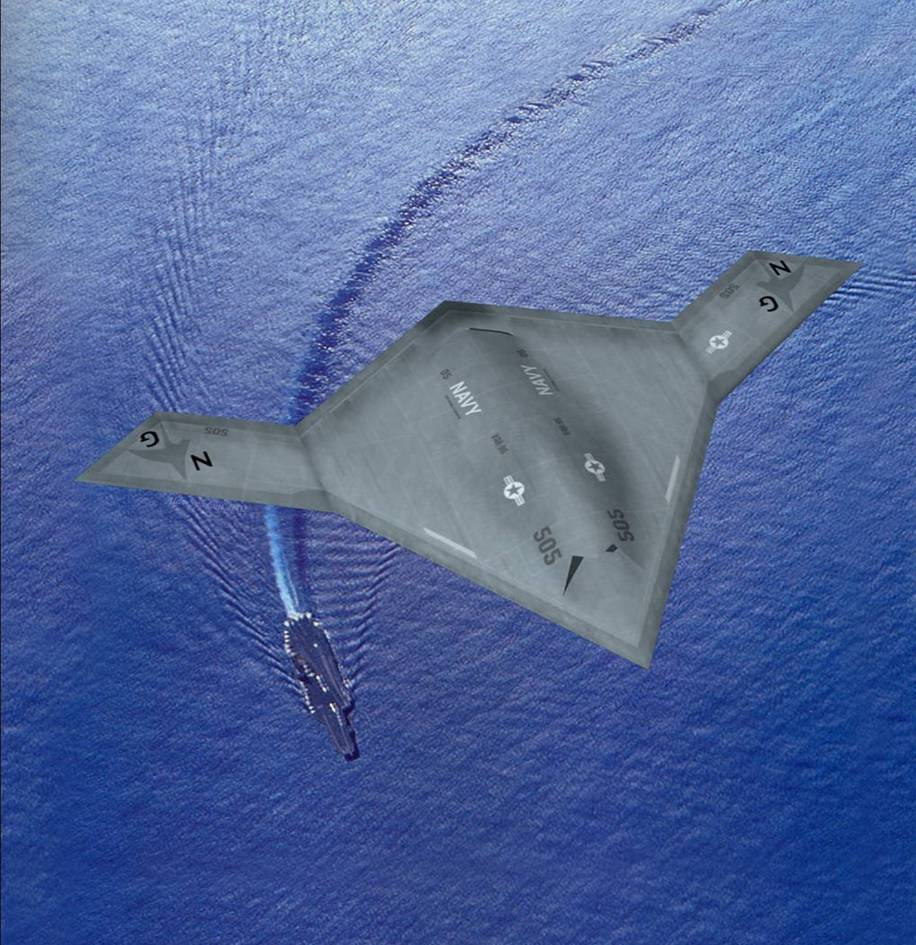
Az X–47B fantáziarajza

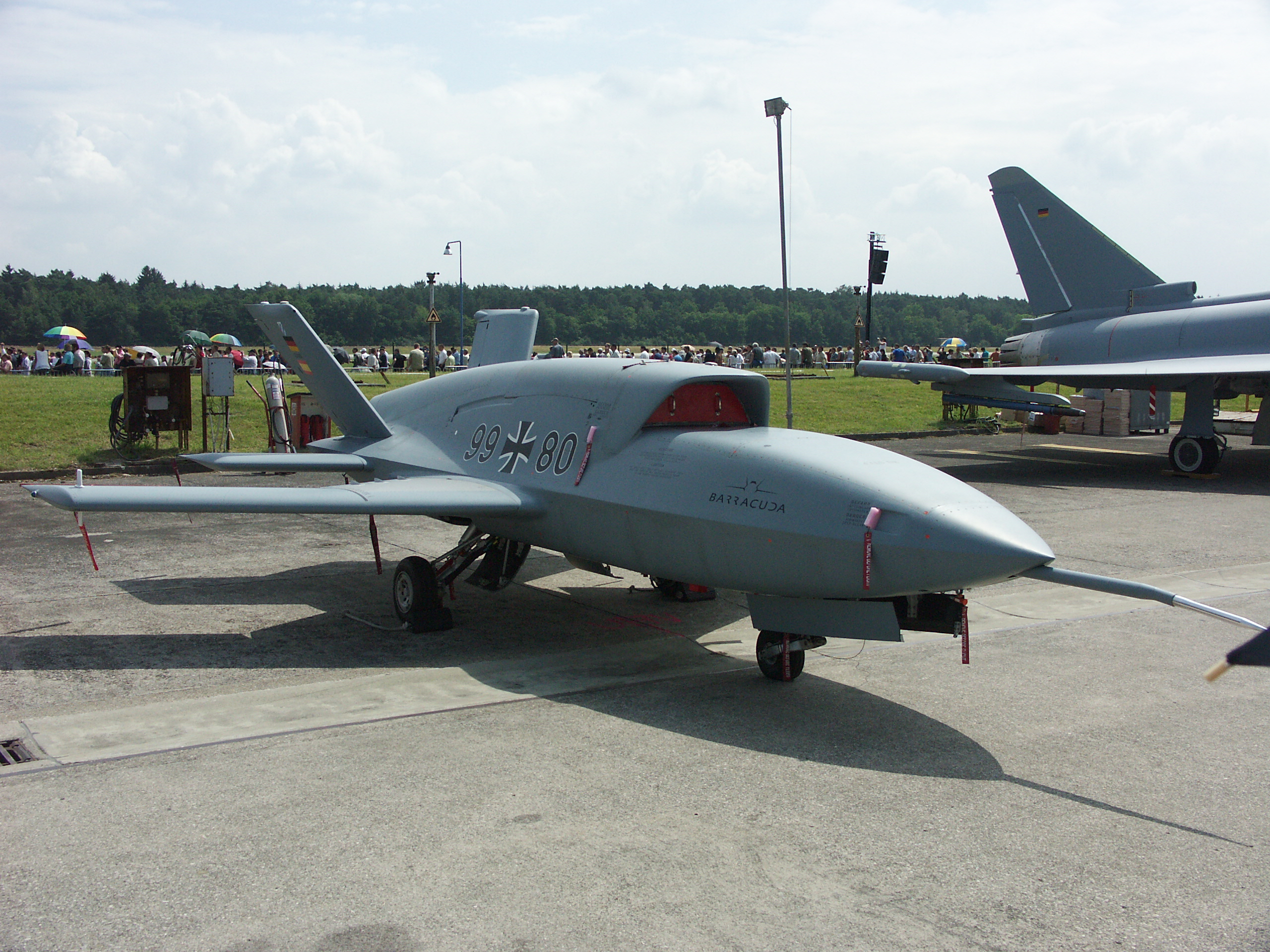
Az EADS Barracuda kísérleti repülőgép

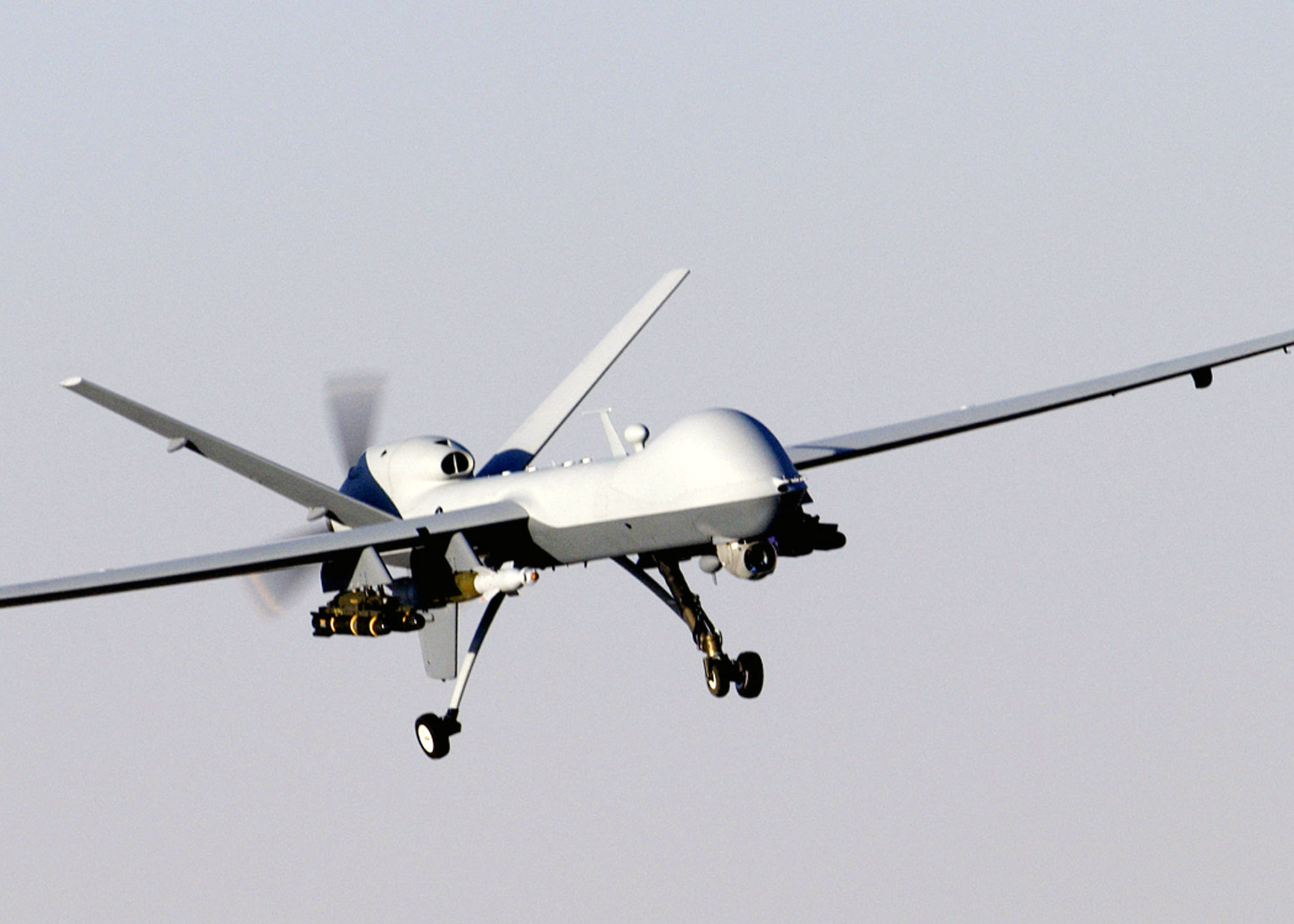
MQ–9 Reaper hadrendi példányának leszállása, a szárnyak alatt AGM–114 Hellfire páncéltörő rakétákkal és lézerirányítású bombákkal

A pilóta nélküli harci repülőgép (angolul unmanned combat aerial vehicle, UCAV – pilóta nélküli légi harcjármű), katonai célú olyan pilóta nélküli repülőgép, mely a fedélzetén tartózkodó személyzet nélkül képes harctevékenység végzésére és az általa hordozott fegyverek alkalmazására. Az ilyen repülőeszközök feladatuk egy részét önállóan, emberi beavatkozás nélkül, a bonyolultabb vagy veszélyesebb tevékenységet (például fedélzeti fegyverzetük alkalmazását) távirányítással hajtják végre.